# Аче Лхамо

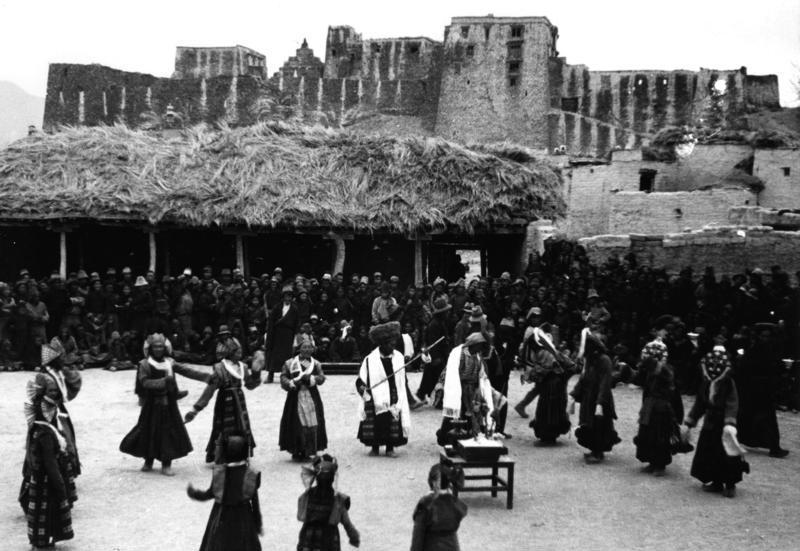
Тибетцы исполняют Лхамо

Аче Лхамо (тиб. ཨ་ཅེ་ལྷ་མོ) или Лхамо (тиб. ལྷ་མོ), что в переводе с тибетского означает «сестра-богиня» — тибетская фольклорная опера, которая являет собой смесь песнопений и танцев. Репертуар в основном взят из китайских буддистских сказаний и тибетского фольклора.
Возникновение тибетской оперы относится к VIII веку, когда она представляла собой жанр религиозного искусства. Современная тибетская опера была основана на этой базе в XV веке Тангтонгом Гьялпо, ламой и строителем мостов. Гьялпо и семь нанятых им девушек организовали первое выступление с целью сбора денег на строительство мостов, что облегчило бы передвижение по Тибету. Традиция продолжилась, и Лхамо организовывали на различных праздниках, например, на празднике Шотон.
Гьялло соединил в одном виде искусства пение, танец, музыку с форльклорно-мифической составляющей и сутрами. Исполняемая традиционно вне помещений тибетская опера также не требует организации подмостков. Разделённое обычно на три части (вступление с религиозными песнями и танцами, центральная содержательная часть и финал с празднованием победы добра над злом) представление длится 2-3 часа и музыкально сопровождается барабаном и колокольчиком. Благодаря использованию в представлении традиционных масок один актёр может в течение представления играть несколько ролей, сменяя свою маску. Маски бывают как плоские, так и рельефные, а их цветовое решение помогает зрителю определить характер героя (так, чёрный цвет подскажет коварство, белый — доброту, жёлтый — мудрость, красный — достоинство).
XVIII век для Лхамо стал этапом стремительного расширения ареала популярности: тибетскую оперу начали слушать в тибетских общинах за пределами Тибета, в Цинхае, Ганьсу, Сычуане и Юньнане. Тем не менее, тибетская опера практически не подвергалась за свою историю заимствованиям из других культур, поэтому дошла до наших дней в оригинальном виде.
Тибетский институт сценических искусств в Дармсале содержит оперную компанию, которая организует различные выступления и шоу для распространения этого вида искусства.
В 2006 году тибетская опера Аче Лхамо была включена в список объектов нематериального наследия Китая, а с 2009 года находится в списке объектов нематериального духовного наследия ЮНЕСКО по Китаю.
Во время ежегодного фестиваля Шотон в Лхасе собираются исполнители тибетской оперы из разных мест Тибетского автономного района. Благодаря популярности их выступлений во время фестиваля его также иногда стали называть «фестивалем лхамо».
В 2019 году режиссёр Ли Хунцин снял документальный фильм «Таинственная тибетская опера».